# A-lusion
A-lusion, de son vrai nom Onne Witjes, est un producteur et disc jockey néerlandais de hardstyle. A-lusion a joué dans des festivals comme Qlimax et Defqon.1. 

## Biographie
En 2003, A-lusion est découvert par Scantraxx et signe un contrat. Le 1er août 2003, il sort sa première reprise hardstyle, intitulée Re-Count. Il fait sa première apparition en 2004, à l'âge de 20 ans, au Heineken Music Hall d'Amsterdam. Cette même année, il lance son nouveau site web. Fin 2009, il lance le duo de producteurs Second Identity avec son collègue Scope DJ. Sous ce pseudonyme, ils produisent un album. Après la sortie de l'album, les deux producteurs se concentrent à nouveau sur leurs carrières solo.
En été 2010, il lance avec Scantraxx le podcast Scantraxx Radioshow, où il présente chaque mois de nouvelles sorties. En 2012, il met fin à sa collaboration avec Scantraxx et crée son propre label, Lussive Music. La même année, il lance également sa série d'albums Out in the Open, qui se termine finalement en 2014 avec le troisième épisode.